# 獸醫杜立德
《獸醫杜立德》（日語：獣医ドリトル）是由夏綠原作和築山清負責作畫的日本漫畫作品。於小學館漫畫雜誌《Big Comic増刊號》2001年3月17日号至2011年4月17日号期間連載，也在本誌《Big Comic》2001年19号至2014年19号期間不定期連載。單行本全20卷。

## 故事簡介
馬迷多島明日香在得知對她自己有特別意義的賽馬——明日未來將會因傷而人道毀滅時，以死要脅獸醫要求替明日未來治療。
獸醫在沒辦法之下只好介紹她到鳥取動物醫院，可是院長——鳥取健一在得知詳細情形後竟然要求明日香支付足夠購買幾匹新馬的三千萬日圓診金……？

## 登場人物
鳥取健一
鳥取動物醫院的院長，於關東獸醫大學畢業。由於其姓氏鳥取的關係，所以被人稱為杜立德／D老篤（Dolittle）。
醫術一流，可是人品不太好。口頭禪是「獸醫是一門生意（獣医はビジネス）。」與「笨蛋（阿呆ゥ）。」
多島明日香
因為沒足夠的金錢支付明日未來的醫療費，所以被鳥取受聘為AHT (Animal Health Technician，即動物護士） 以償還費用。喜歡動物。
花菱優
花菱動物醫院的院長，同時是電視節目《寵物119》的主持之一，人稱「天才獸醫」。
和鳥取是同學，醫術相對比他差，可是有鳥取所沒有的口才。
因生性太善良差點被公平競爭委員會控告不當廉售。
不動琉美（不動ルミ）
於花菱動物醫院一樓工作的動物美容师，同時是電視節目《寵物119》的主持之一，人稱「魅力Trimmer」。
宗谷華子（只在漫画出现）
鳥取和花菱的師妹，目前在動物園工作。已離婚，在懷孕時曾經要求鳥取代她出診。
富澤教授
鳥取，花菱和宗谷的大學老師，亦是介紹明日香到鳥取動物醫院的獸醫。
土門大臧
帝王動物醫院的總院長，為了收購花菱動物醫院所以在其對面建立分院。
當他發現因鳥取在不停幫助花菱而令收購計劃一拖再拖時，決心要先解決鳥取。
井蛙（只在漫画出现）
一位對蛙類非常有研究的隱蔽青年，鳥取希望他成為壺菌病研究員。

## 出版書籍
| 冊數 | 副標題 | 小學館         | 小學館                 |
| 冊數 | 副標題 | 發售日期       | ISBN                   |
| ---- | ------ | -------------- | ---------------------- |
| 1    |        | 2002年12月25日 | ISBN 4-09-186691-3     |
| 2    |        | 2003年11月29日 | ISBN 4-09-186692-1     |
| 3    |        | 2005年8月30日  | ISBN 4-09-186693-X     |
| 4    |        | 2006年6月30日  | ISBN 4-09-180485-3     |
| 5    |        | 2007年7月30日  | ISBN 978-4-09-181176-9 |
| 6    |        | 2008年10月30日 | ISBN 978-4-09-181383-1 |
| 7    |        | 2009年11月30日 | ISBN 978-4-09-182775-3 |
| 8    |        | 2010年8月30日  | ISBN 978-4-09-183389-1 |
| 9    |        | 2010年12月25日 | ISBN 978-4-09-183640-3 |
| 10   |        | 2011年6月30日  | ISBN 978-4-09-183858-2 |
| 11   |        | 2011年10月28日 | ISBN 978-4-09-184130-8 |
| 12   |        | 2012年3月30日  | ISBN 978-4-09-184317-3 |
| 13   |        | 2012年7月30日  | ISBN 978-4-09-184643-3 |
| 14   |        | 2012年11月30日 | ISBN 978-4-09-184783-6 |
| 15   |        | 2013年3月29日  | ISBN 978-4-09-185048-5 |
| 16   |        | 2013年8月30日  | ISBN 978-4-09-185400-1 |
| 17   |        | 2013年11月29日 | ISBN 978-4-09-185669-2 |
| 18   |        | 2014年3月28日  | ISBN 978-4-09-186058-3 |
| 19   |        | 2014年7月30日  | ISBN 978-4-09-186346-1 |
| 20   |        | 2014年11月28日 | ISBN 978-4-09-186630-1 |

小說版
由原作夏綠親自撰寫的青少年小說版。
| 冊數 | 小學館         | 小學館                 |
| 冊數 | 發售日期       | ISBN                   |
| ---- | -------------- | ---------------------- |
| 全   | 2010年12月24日 | ISBN 978-4-09-230721-6 |

## 電視劇
《周日劇場·獸醫杜立德》，為TBS系列自2010年10月17日起，預定於每星期日21:00 - 21:54（JST）播出的日本電視劇。
主角小栗旬與女主角井上真央繼「流星花園」以來二度搭檔演出。本劇為製作人瀨戶口克陽與以導演石井康晴為首的「流星花園」製作團隊共同製作播出。

### 演員列表

#### 主要人物
- 鳥取健一（通称：杜立德／D老篤） - 小栗旬（粵語配音：黃啟昌）
- 多島明日香 - 井上真央（粵語配音：黃紫嫻）
- 花菱優 - 成宮寬貴（粵語配音：梁偉德）
- 富澤教授 - 石坂浩二（粵語配音：陳曙光）

鳥取和花菱的老師。
- 土門大藏 - 國村隼（粵語配音：陳永信）

獸醫协会会长。

#### 其他
- 不動留美 - 藤澤惠麻（友情演出）（粵語配音：曾佩儀）
- 土門勇蔵 - 笠原秀幸（粵語配音：何承駿）

大藏的長子，帝王動物醫院的院长。
- 土門順平 - 菅田將暉（粵語配音：張裕東）

大藏的次子，是個高中生，有養一隻叫「巴撒」的大型犬。
- 土門美沙 - 山口美也子（粵語配音：黃玉娟）

大藏的妻子。

### 客串角色

#### 第一話
- 六田美智子 - 紺野真晝（粵語配音：黃玉娟）

一郎的續絃，小徹的繼母。
- 赤井明子 - 若村麻由美（第一話、最終話）（粵語配音：沈小蘭）

律師，前來鳥取醫院檢舉鳥取醫生對人態度差和不當收取高報酬。本有一丈夫和一兒子，不過都相繼過世，只留下一絨猴陪伴她。
- 六田一郎 - 西村雅彥（粵語配音：招世亮）

公司的社長，小徹的父親。
- 福島獸醫 - 近江谷太朗（第一話 - 第二話）（粵語配音：朱子聰）
- 六田徹 - 伊澤柾樹（粵語配音：謝潔貞）

一郎的兒子，由於在校被欺負，所以不敢上學。時常在家裡與貓咪「拉格／阿Lag」一起玩，並目睹拉格從高處摔下而奄奄一息，希望鳥取醫生能夠救牠。
- 明日香的父親（回想・照片） - 並樹史朗

5年前公司惡性倒閉，之後把希望都放在明日未來身上，於交通事故意外中過世。

#### 第二話
- 麻友 - 大橋望美（第二話・第三話）（粵語配音：林元春）

在第二話片尾撿到被傷害的秋田犬的小女孩，一開始打電話要求父母養狗被拒絕，最後同意讓她養了。
- 樋口肇 - 蟹江敬三（粵語配音：潘文柏）

貓咪「Bengal」的飼主，不過在大約10年前也養過一隻叫「Bengal」的貓咪，但是後來因為車禍死掉了。目前養的這隻貓，原本是一位叫阿留的老婆婆飼養的名叫「虎吉」貓咪，但阿留婆婆已經在三個月前就過世了，後來雙方都接受了對方。
- 板東大吾 - 增田貴久（NEWS）（粵語配音：曹啟謙）
- 水族館的職員 - 小野了
- 柴山將治 - 佐佐木勝彥（第二話 - 第八話）（粵語配音：古明華）

農水大臣土門大藏的貴客，也是在第三話登場的孫女詩織的爺爺。

#### 第三話
- 柴山詩織 - 信太真妃（粵語配音：何璐怡）

柴山大臣的孫女，希望土門醫院的醫生可以治好她的倉鼠「高朗」。
- 門田星奈 - 平愛梨（粵語配音：何璐怡）

雪貂「Stella」的飼主，而這隻雪貂是她離家的母親留給她的寵物。
- 門田義滿 - 段田安則（粵語配音：招世亮）

星奈的父親，多年前老婆跑掉了，為了討好星奈，曾經買過一隻昂貴的手錶給她。
- 土門光藏：山本學（第三話 - 第五話、第九話）（粵語配音：盧國權）

大藏的父親，也是勇藏和順平的爺爺。對於兒子大藏當獸醫很不諒解，目前得了失智症，而被大藏送到高級安養中心。
期後失智狀況越來越嚴重，大藏一度想給他安樂死。
- 土門的秘書：阿南健治（第三話、第六話 - 第八話）（粵語配音：葉振聲）

大藏的部下。

#### 第四話
- 堀内多喜雄 - 中村敦夫（粵語配音：潘文柏）

妻子早逝，原本有一女兒，但8年前未經過他同意，和一個男子發生關係而懷孕，使得他和女兒繪里鬧翻，逼得繪里離家出走，現在和一隻和女兒同名叫「繪里」的冠軍犬一起生活。
後來在一個偶然下，遇見了繪里的女兒芽衣，只是他作夢也沒想到，這女孩是他的外孫女。
- 月野繪里 - 國仲涼子（粵語配音：黃玉娟）

芽衣的母親，在公司效力拼命的女強人，她是8年前離家出走的堀內的女兒。
後來在一個巧合下與父親堀內再次相遇，也開誠布公，冰釋前嫌。
- 月野芽衣 - 石井萌萌果（粵語配音：陳皓宜）

繪里的女兒，在兔子美美看診的時候，遇到一個帶狗的伯伯堀內送她的摺紙，只是她沒想到那伯伯就是她的外公。

#### 第五話
- 平野瞳 - 涼（粵語配音：黃玉娟）

在一個下大雨的夜晚，前來鳥取醫院來請求鳥取醫生救助她被車撞的三毛貓「鈴鐺」的性命。
一個月前，她的丈夫過世，實際上是和一個女子不淪殉情，讓她被丈夫背叛了。
- 若山彌生 - 加藤治子（粵語配音：林丹鳳）

住在鳥取醫院附近的老奶奶，秋男的母親。
她在家中養鴿子造成鄰居的困擾，其原因是在等待丈夫的鴿子傳回的訊息，而養了鴿子50年。
後來訊息被清理鳥巢的小瞳找到一個通信管，在裡面發現一封她丈夫阿誠寫給她的信，也揭開了事情的真相。
- 若山秋男 - 佐戶井健太（粵語配音：招世亮）

彌生的兒子。對於母親養鴿子給附近鄰居造成困擾非常苦惱，認為死去的父親背叛了母親。
- 若山誠 - 山崎勝之（粵語配音：翟耀輝）

秋男的父親，彌生的丈夫，他是一個信差。50年前在深山裡被發現和一個年輕女性死在一起。
50年前他在信上寫著，當時有個女性在懸崖邊要自殺，他為了救她也摔落懸崖，但女性當場身亡，而他也受了致命傷，並把事情的真相託付給鴿子。
- 琉美的祖父 - 庄司永建 （粵語配音：黃子敬）

琉美的爺爺，養了一隻叫「健太」的狗。

#### 第六話
- 畑山真知子 - 松下由樹（粵語配音：沈小蘭）

百合國小的老師。
- 原大介 - 石丸謙二郎
- 真木清人 - 神尾佑
- 山田耕太 - 嘉數一星（粵語配音：陳琴雲）
- 中原和也 - 畠山紫音 （粵語配音：謝潔貞）
- 原一樹 - 内田流果 等

百山國小的學生 。

#### 第七話
- 益山廣樹 - 早乙女太一（粵語配音：曹啟謙）

順平的同學，是個高中生，由於小時候他的臘腸狗「蒂羅爾」生病了，讓他決定有朝一日可以成為獸醫。
由於考試考不好，因此把不好的情緒都發洩到奶奶身上，常對她不禮貌，還說蒂羅爾會生病都是奶奶害的。
- 益山絹江 - 白川由美（粵語配音：蔡惠萍）

廣樹的奶奶，由於兒子和媳婦過世，一手把廣樹帶大。
- 水崎綾女（第八話）

#### 第八話
- 三島唯-夏帆（粵語配音：陳皓宜）

希望給貓「萊姆」安樂死的委託人，原因是萊姆不會上廁所，看了病也沒有用，她自己因罹患癌症，希望她死後萊姆不會又做流浪貓。
本來鳥取醫生打算幫萊姆安樂死，後來毀約，讓她很不滿，並向獸醫協會投訴，後來再次來到鳥取醫院，得知萊姆生病的理由，讓她有了活下去的心願，也對當初給萊姆安樂死的想法深感抱歉。

### 製作團隊
- 製作人 - 瀨戶口克陽
- 編劇 - 橋本裕志
- 導演 - 石井康晴、坪井敏雄、大澤祐樹

### 音樂
主題曲
- 小田和正（Ariola Japan（日语：アリオラジャパン））

插曲
- miwa「遺失的（オトシモノ）」（Sony Music Records）

### 播放日程
| 章節                                                             | 各話   | 播出日期        | 日文標題 | 中文標題（暫譯）                             | 導演     | 收視率 |
| ---------------------------------------------------------------- | ------ | --------------- | -------- | -------------------------------------------- | -------- | ------ |
| 第1章                                                            | 第1話  | 2010年 10月17日 |          | 救命!! 無聲的生命                            | 石井康晴 | 16.0%  |
| 第1章                                                            | 第2話  | 10月24日        |          | 生命的覺悟                                   | 石井康晴 | 13.3%  |
| 第1章                                                            | 第3話  | 10月31日        |          | 怪異的飼主                                   | 坪井敏雄 | 14.2%  |
| 第2章                                                            | 第4話  | 11月14日        |          | 把愛注入在救狗上                             | 大澤祐樹 | 14.5%  |
| 第2章                                                            | 第5話  | 11月21日        |          | 連繫夫婦之愛的50年                           | 石井康晴 | 11.5%  |
| 第2章                                                            | 第6話  | 11月28日        |          | 您交付到孩子!! 公豬父母和孩子聲音            | 坪井敏雄 | 13.2%  |
| 第2章                                                            | 第7話  | 12月5日         |          | 助手的失格!!真實之愛                         | 大澤祐樹 | 12.1%  |
| 最終章                                                           | 第8話  | 12月12日        |          | 最終章〜安樂死                               | 石井康晴 | 13.2%  |
| 最終章                                                           | 最終話 | 12月19日        |          | 再見了獸醫杜立德！令人震驚的決定最後的眼淚！ | 石井康晴 | 12.5%  |
| 平均收視率 13.4%（收視率由Video Research調查關東地區的統計資料） |        |                 |          |                                              |          |        |

### 延伸閱讀
- 鄺穎萱. . 讀書好. 2009, (21): 28–29  [2010-01-21]. （原始内容存档于2009-06-01） （中文）.
- （日語）. ネコジルシ. 2006-02-19  [2010-01-20]. （原始内容存档于2020-11-28）.

## 外部連結
- （日語）
- （日語）Big Comic官方網站 （页面存档备份，存于）
- （日語）原作者夏綠相關介紹頁 （页面存档备份，存于）
- （日語）《周日劇場·獸醫杜立德》官方網站 （页面存档备份，存于）
- （繁體中文）緯來日本台《天才獸醫》官方網站 （页面存档备份，存于）

## 節目的變遷
| 日本 TBS 周日劇場                                | 日本 TBS 周日劇場                              | 日本 TBS 周日劇場 |
| ------------------------------------------------ | ---------------------------------------------- | ----------------- |
|                                                  | 獸醫杜立德 （2010年10月17日 - 2010年12月29日） |                   |
| GM～跳舞的醫生 （2009年7月18日 - 2010年9月19日） | 冬日櫻花 (2011年1月16日 - 2011年3月20日）      |                   |

| 香港 無綫集台 星期日 17:30-19:15                                               | 香港 無綫集台 星期日 17:30-19:15   | 香港 無綫集台 星期日 17:30-19:15 |
| ------------------------------------------------------------------------------ | ---------------------------------- | -------------------------------- |
|                                                                                | （2011.07.17 - 2011.08.14）        |                                  |
| （2011.06.19 - 2011.07.17）                                                    | （2011.08.21）                     |                                  |
| 香港 無綫電視J2台 星期五 21:30至22:30 8月24日 21:30-23:00 10月19日 21:30-22:45 |                                    |                                  |
| （2012.05.04 - 2012.07.13）                                                    | 冷獸醫 （2012.08.24 - 2012.10.19） | （2012.10.26 - 2013.01.04）      |
| 香港 高清翡翠台 星期日09:00-11:00                                              |                                    |                                  |
| （2013.07.21 - 2013.08.25） （2013.09.01）                                     | 冷獸醫 （2013.09.08 - 2013.10.13） | （2013.10.20 - 2013.11.24）      |

| 緯來日本台 週一至週五 22:00至23:00     | 緯來日本台 週一至週五 22:00至23:00   | 緯來日本台 週一至週五 22:00至23:00 |
| -------------------------------------- | ------------------------------------ | ---------------------------------- |
|                                        | 天才獸醫 （2011.09.23 - 2011.10.05） |                                    |
| 幸福鐵板燒 （2011.07.14 - 2011.09.22） | 冬櫻之戀 (2011.10.06 - 2011.10.19）  |                                    |